# Träben och emaljöga
Träben och emaljöga, är en svensk TV-film från 1973, regisserad av Ulf André med Jan Malmsjö, Gösta Ekman, Gösta Wälivaara och Monica Zetterlund i rollerna. Den är baserad på novellen Jacobson från samlingen Småländsk tragedi (1936) av Fritiof Nilsson Piraten. Filmen är 30 minuter lång.